# Britt Bongaerts
Britt Bongaerts est une joueuse néerlandaise de volley-ball née le 3 novembre 1996 à Ruremonde. Elle mesure 1,85 m et joue au poste de passeuse. 

## Clubs
| Club                       | De        | À         |
| -------------------------- | --------- | --------- |
| VC Oikos                   | 2003-2004 | 2003-2004 |
| VV Peelpush                | 2004-2005 | 2010-2011 |
| Talentteam Papendal Arnhem | 2011-2012 | 2014-2015 |
| Eurosped TVT               | 2014-2015 | 2014-2015 |
| Ladies in Black Aachen     | 2015-2016 | 2015-2016 |
| USC Münster                | 2016-2017 | 2016-2017 |
| Ladies in Black Aachen     | 2017-2018 | 2017-2018 |
| Schweriner SC              | 2018-2019 | 2019-2020 |
| ŁKS Łódź                   | 2020-2021 | …         |

## Palmarès
- Coupe d'Allemagne
  - Vainqueur : 2019.
- Supercoupe d'Allemagne
  - Vainqueur : 2018, 2019.
- Championnat d'Allemagne
  - Finaliste : 2019.